# Шелково (Ярославская область)
Шелково — деревня Артемьевского сельского округа Артемьевского сельского поселения Тутаевского района Ярославской области.
Деревня находится на западе сельского поселения, к северо-западу от Тутаева. Она расположена с северной стороны от федеральной трассы Р151 Ярославль—Рыбинск на участке Тутаев — Рыбинск, между трассой и правым берегом Волги. Деревня расположена на левом берегу небольшой речки Вздериножка, протекающей в глубоком овраге. Выше Шелково по течению находится административный центр сельского поселения деревня Емишево, а ниже по течению, на противоположном берегу в устье Вздериножки деревня Новоселки. С северной стороны от деревни стоит деревня Мишаки.
Деревня Щелкова указана на плане Генерального межевания Борисоглебского уезда 1792 года. Между деревней и селом Емишево на плане обозначена деревня Мусина, в настоящее время не существующая. В 1825 Борисоглебский уезд был объединён с Романовским уездом. По сведениям 1859 года деревня относилась к Романово-Борисоглебскому уезду.
На 1 января 2007 года в деревне Шелково числилось 18 постоянных жителей. По карте 1975 г. в деревне жило 36 человек. Почтовое отделение, находящееся в городе Тутаев, обслуживает в деревне Шелково 30 домов.